# Ann Miller
Lucille Ann Collier (ur. 12 kwietnia 1923 w Houston, zm. 22 stycznia 2004 w Los Angeles) – amerykańska aktorka, tancerka i piosenkarka.

## Wybrana filmografia
- 2001: Mulholland Drive jako Catherine 'Coco' Lenoix
- 1993: Pan Złota Rączka (serial) jako pani Keeney
- 1990: Nie z tego świata (serial) jako Elsie Vanderhoff
- 1982: Statek miłości (serial) jako Connie Carruthers
- 1953:  Cała naprzód jako Ginger
- 1953: Pocałuj mnie, Kasiu jako Lois Lane 'Bianca'
- 1949: Na przepustce jako Claire Huddesen
- 1948: Parada wielkanocna jako Nadine Hale
- 1938: Cieszmy się życiem jako Essie Carmichael
- 1937: Obcym wstęp wzbroniony jako Annie